# Luçon centrale
Luçon centrale (Gitnang Luzon en filipino) est une région des Philippines, également appelée Région III ou Région 03. Elle occupe la vaste plaine centrale de l'île de Luçon, surnommée le grenier à riz des Philippines. Sa superficie est de 21 543 km2 pour une population de 11 218 177 habitants. Son centre régional est San Fernando. 
Elle se compose de sept provinces :
- Aurora,
- Batain,
- Bulacain,
- Nueva Ecija,
- Pampanga,
- Tarlac,
- Zambales.